# Grzymiradz
Grzymiradz [ɡʐɨˈmirat͡s] (trước đây là Grünrade của Đức) là một ngôi làng thuộc khu hành chính của Gmina Dębno, thuộc quận Myślibórz, West Pomeranian Voivodeship, ở phía tây bắc Ba Lan. Nó nằm khoảng 7 kilômét (4 mi) phía bắc Dębno, 21 km (13 mi) phía tây nam Myślibórz và 71 km (44 mi) phía nam thủ đô khu vực Szczecin.
Ngôi làng có dân số là 223 người.